# ستيفن جاي أدلر
ستيفن جاي أدلر (بالإنجليزية: Stephen J. Adler)‏ هو مؤرخ ومحامي وصحفي أمريكي، ولد في 1955.